# Slovince
Ne pas confondre avec le slovène, le slavon ou le slovaque.
Le slovince est une langue slave disparue autrefois parlée entre les lacs Gardno et Łebsko en Poméranie. Elle représente un dialecte éteint de la langue poméranienne, dont subsiste aujourd'hui le cachoube, et se rattache plus largement au groupe léchitique des langues slaves occidentales.
Le slovince s'est éteint du fait de l'adoption par ses locuteurs du bas-allemand comme langue vernaculaire. Le processus s'est achevé au début du XXe siècle, même si des mots isolés et des expressions ont survécu jusqu'à la Seconde Guerre mondiale. À cette époque on pouvait encore s'informer auprès d'anciens qui étaient capables de tenir un dialogue simple dans leur dialecte.
Le slovince était à ce point proche du cachoube qu'on pourrait le considérer comme un dialecte de ce dernier. On discute si les Slovinces eux-mêmes se reconnaissaient comme tels, car ce nom leur a été donné par le scientifique russe Aleksandr Hilferding. Quelques érudits croient que les Slovinces se considèrent eux-mêmes simplement comme des Cachoubes luthériens et que leur langue est du cachoube. Néanmoins, le terme « slovince » prévaut dans la littérature et il est utilisé officiellement (Slowinski Park Narodowy - Parc national slovince, en Poméranie).
Les ancêtres des Slovinces sont probablement arrivés dans cette région il y a 1 500 ans, mais il se peut qu'ils aient habité la région bien auparavant, en tant que partie de la grande tribu des Slaves poméraniens. À la suite de leur christianisation forcée (Croisade du Nord), les classes dominantes des Poméraniens occidentaux se sont peu à peu germanisées. L'adoption du luthéranisme en 1525 et 1538 rompit beaucoup de liens avec les Polonais et les Cachoubes. En outre, elle fit que l'allemand fut utilisé dans l'Église de Poméranie, à la place de la langue indigène locale.
L'isolement relatif des peuplements slovinces par rapport aux grandes villes a retardé ce processus jusqu'à la fin du XIXe siècle. Aux XVIe et XVIIe siècles Michał Mostnik (également connu sous le nom de Pontanus ou de Michael Brüggeman) et Szimon Krofej essayèrent d'introduire le slovince à l'Église luthérienne, traduisant et publiant plusieurs travaux religieux à l'usage des Slovinces.
Leurs efforts n'arrêtèrent pas le processus de germanisation de la population slave de Poméranie. Après l'unification allemande en 1871, l'ancienne province prussienne de Poméranie devint territoire allemand, au point que toute langue excepté l'allemand fut rigoureusement interdite dans les églises, les écoles et les lieux publics. La langue slave poméranienne déclina pour être peu à peu remplacée par le bas-allemand. Le même processus, bien que plus lent, se produisit aussi chez les catholiques cachoubes dans la province prussienne de Prusse-Occidentale.
Néanmoins, les Cachoubes subsistaient encore quand le traité de Versailles les plaça sous autorité polonaise. La partie slovince fut laissée à l'intérieur des frontières allemandes.
Les régions habitées par les Slovinces devinrent partie de la Pologne après la Seconde Guerre mondiale en 1945. Les nouveaux colons polonais arrivés de Pologne orientale ne virent dans la population locale que des Allemands, d'autant plus qu'ils étaient protestants. Les biens des citoyens allemands furent confisqués par l'État, à moins qu'ils prouvassent leur droit à demander la naturalisation. Aux Slovinces fut refusée la possibilité d'adopter la citoyenneté polonaise. Quelques intellectuels polonais écrivirent des lettres de protestation contre le traitement infligé aux populations indigènes de Poméranie par les autorités communistes, mais sans guère d'effet. Les Slovinces furent donc expropriés et trouvèrent, dans leur grande majorité, refuge en Allemagne. Ceux qui étaient restés commencèrent à chercher à y émigrer et pratiquement toutes les familles l'ont fait dans la décennie 1980.

## Vocabulaire
| français     | polonais          | slovince, | polabe        | cachoube | bas sorabe |
| ------------ | ----------------- | --------- | ------------- | -------- | ---------- |
| fils, garçon | syn, chłopiec     | vʉ̀ɵ̯trɵk   | våtrük        | òtrok    | góle, gólc |
| moi, je      | ja                | jǻu̯       | joz           | jô       | ja         |
| blanc        | biały             | bjǻu̯lï    | b́olĕ          | biôłi    | běły       |
| feu          | ogień             | vʉ̀ɵ̯ђeń    | viďėn         | òdżiń    | wogeń      |
| un, une      | jedno             | jȧ̃nɵ      | janü          | jedno    | jadno      |
| nous sommes  | jesteśmy          | jìe̯smä    | jismoi, jismĕ | jesmë    | smy        |
| langue       | język             | ją̃zĕk     | jǫzĕk, rec    | jãzëk    | rěc        |
| qui          | kto               | χtʉ̀ɵ̯      | kåtü          | chto     | chto       |
| quand        | kiedy             | ga        | ?             | czej, ga | ga         |
| pierre       | kamień            | ką̃m       | komoi         | kam      | kamjeń     |
| il, lui      | on                | vʉ̀ɵ̯n      | vån           | òn       | wón        |
| quel         | jaki              | jaħḯ      | koťĕ          | jaczi    | kaki       |
| père         | ojciec            | vɵ̀tc      | ľoľă          | òjc      | nan        |
| fille        | dziewczę, dziewka | ʒė́fčą     | defkă         | dzéwczã  | źowćo      |

## Source
- (pt) Cet article est partiellement ou en totalité issu de l’article de Wikipédia en portugais intitulé « Língua eslovíncia » (voir la liste des auteurs).